# Mesnard-la-Barotière
Mesnard-la-Barotière là một xã ở tỉnh Vendée trong vùng Pays de la Loire, Pháp. Xã này có diện tích 11,83 km², dân số năm 2006 là 1163 người. Xã này nằm ở khu vực có độ cao trung bình 88 mét trên mực nước biển.

## Biến động dân số
| Năm | 1962 | 1968 | 1975 | 1982 | 1990 | 1999 | 2006  |
| --- | ---- | ---- | ---- | ---- | ---- | ---- | ----- |
| Dân số | 632  | 641  | 672  | 815  | 901  | 891  | 1 163 |
| From the year 1962 on: No double counting—residents of multiple communes (e.g. students and military personnel) are counted only once. |      |      |      |      |      |      |       |